# Hechuan
Hechuan (chiń.: 合川区; pinyin: Héchuān Qū) – dzielnica w północnej części miasta wydzielonego Chongqing, w Chinach, u ujścia Fu Jiang do Jialing Jiang. W 2000 roku liczyła 1 420 520 mieszkańców. Do 2006 roku oddzielne miasto.

## Historia
W okresie dynastii Han (206 p.n.e.–220 n.e.) tereny dzisiejszego Hechuanu wchodziły w skład powiatu Dianjiang, który przemianowano w V albo VI wieku n.e. na Shijing, a następnie na Shizhao za panowania dynastii Song (960–1279). Nazwę Hechuan nadano w 1912 roku. W 1992 roku Hechuan otrzymało prawa miejskie, a 22 października 2006 roku zostało ustanowione dzielnicą Chongqingu.